# José Antonio Vilaseca Triviño
José Antonio Vilaseca Triviño (Linares, 6 de març de 1972) és un exfutbolista andalús, que ocupava la posició de davanter.

## Trajectòria
Comença a destacar a l'equip de la seua ciutat natal, d'on és captat pels tècnics del Reial Madrid. Hi destacaria als filials C i B de l'equip blanc, que el cedirien a la campanya 94/95 al CD Leganés. Al conjunt madrileny, però, no va sobresortir a causa de les lesions.
A la temporada 95/96 va ser cedit primer al Reial Valladolid i després a la SD Compostela, ambdós a primera divisió. El davanter no va jugar en Lliga en cap dels dos, i tan sols va gaudir de partits de la Copa del Rei amb els gallecs.
A partir d'aquest moment l'andalús inicia un recorregut per diversos equips de Segona B: Granada CF, Terrassa FC, els portuguesos de l'Uniao Leiria, Celta B i Motril. A la campanya 98/99 retorna a la Segona Divisió amb el Recreativo de Huelva, on tan sols hi disputa 17 partits, en els quals hi marca 3 gols. La seua carrera prossegueix pel Terrassa i Motril de nou, la SD Ponferradina, una breu estada al futbol xinés, el CE Sabadell i la Universidad de Las Palmas CF, on penjaria les botes el 2003.